# Période islamique de l'Égypte
La période islamique de l'Égypte débute lors de la première attaque des musulmans en 639, au moment où l'Égypte est gouvernée par les gouverneurs qui agissent au nom des califes bien guidés puis des Omeyyades à Damas, mais en 747, les Omeyyades sont renversés. En 1174, l'Égypte passe sous la domination des Ayyoubides qui durent jusqu'en 1252. Les Ayyoubides sont renversés par leur milice appelée les mamelouks, qui règnent sous la suzeraineté des Abbassides jusqu'en 1517, lorsque l'Égypte devient une partie de l'Empire ottoman.

## Histoire

L'Empire arabe pendant l'expansion de l'islam.
Expansion à l'époque de Mahomet (622-632).
Expansion durant les quatre premiers califes (632-661).
Expansion sous la dynastie Omeyyade (661-750).

Mahomet puis son successeur Abou Bakr As-Siddiq, unifient l'Arabie musulmane. Le deuxième calife, Omar ibn al-Khattâb (634-644), se lance dans la conquête des territoires à l'extérieur de l'Arabie, notamment vers l'Ouest. Bénéficiant des divisions entre les Égyptiens monophysites et orthodoxes, le général Amr ibn al-As pénètre en Égypte en 639 s'empare de Péluse puis de Memphis et obtient la reddition d'Alexandrie en 641 contre une autorisation de liberté de culte pour les chrétiens. Même si les troupes byzantines et égyptiennes parviennent à reprendre Alexandrie, celle-ci est réoccupée en 645.
Dans le Sud, les Arabes attaquent en 641 puis en 652 les royaumes nubiens et  égyptiens chrétiens de Nobatie et de Makurie, mais échouent à prendre la ville de Dongola. Ils concluent alors le baqt, un traité qui prévoit une non agression réciproque, une liberté de circulation entre les territoires chrétiens et musulmans, une liberté respective de culte et des dispositions commerciales. La Makurie se renforce en absorbant la Nobatie sous Mercure de Dongola (règne de 697 à 710) qui rattache son Église au patriarcat d'Alexandrie et fonde la cathédrale de Faras à la frontière avec le Soudan.
En 661, à la suite de dissensions parmi les chefs musulmans, le pouvoir est pris par la dynastie omeyyade qui installe la capitale à Damas. Sous les Omeyyades, l'expansion territoriale est limitée, mais les califes contribuent à améliorer leur administration, à répandre l'usage de l'arabe et à mettre en place une économie plus prospère en améliorant la sécurité des échanges au sein de l'empire. 
En 750, après leur défaite à la Bataille du Grand Zab, les Omeyyades sont remplacés par les Abbassides dans une grande partie orientale de l'empire, dont l'Égypte. Le transfert de la capitale de Damas à Bagdad en 762 éloigne l'Égypte du pouvoir central, ce qui contribue à l'affaiblissement de l'autorité des califes sur ce territoire. 
La conversion à l'islam de la population reste limitée dans les premiers siècles de l'occupation arabe, mais se développe fortement vers le Xe siècle. La cause de cette conversion est mal connue, mais la formalisation du statut, inférieur, de dhimmi pour les Juifs et les chrétiens pourrait en être une raison principale. 
En 831, une révolte copte éclate en Haute Égypte. Le roi de Makurie, Zacharie III Israël en profite pour cesser de payer tribut, mais il doit reprendre les versements à la suite d'une intervention armée du pouvoir de Bagdad. De même, en 854, des affrontements ont lieu entre l'Égypte et les nomades Bejas.
À partir de 832, l'Égypte est souvent administrée par des gouverneurs d'origine turque. Ahmad ibn Touloun, installé en 868, s'affranchit du contrôle de Bagdad et fonde la dynastie toulounide. Après la défaite des troupes de Bagdad, il prend la Syrie, la Cyrénaïque et Chypre. Après l'assassinat de Touloun en 896 à Damas, la dynastie peine à résister aux Abbassides qui la reprennent en 905.
À la fin du IXe siècle, les Fatimides chiites s'imposent au Maghreb en ralliant les Berbères. Pour résister à leur menées conquérantes qui tendent à renverser les Abbassides, le pouvoir de Bagdad désigne Muhammad ben Tughj comme gouverneur en 935. Comme un siècle plus tôt, ce gouverneur finit par exercer le pouvoir en son nom et par conquérir la Syrie et à fonder la dynastie des Ikhchidides qui règne en Égypte jusqu'en 969. Le 7 juillet 969, Jawhar al-Siqilli s'empare de Fostat pour le compte des Fatimides. En 973, le calife Al-Muizz li-Dîn Allah fonde, à proximité de Fostat, la ville du Caire qui absorbera ultérieurement Fostat et dont il fait la capitale de l'empire. 
L'Égypte se retrouve alors non plus en marge, mais au cœur du pouvoir de la principale dynastie musulmane, ce dont elle bénéficie directement sur le plan économique : le port d'Alexandrie supplante en activité les places de Bagdad et de Bassorah. Les Fatimides bénéficient de la prospérité des terres fertiles du Delta ainsi que du commerce de la Méditerranée et de la mer Rouge, richesses qui leur permettent d'entretenir une armée composée de Berbères, de Turcs et de Soudanais. Le pouvoir du calife est affirmé notamment par un cérémonial très précis. 
La période fatimide est interrompue par le chef kurde sunnite Saladin qui prend le pouvoir en Égypte en 1169 avec l'accord du calife de Bagdad. Repoussant les croisés, il gagne la Syrie et une partie de la Mésopotamie,. Il fonde en Égypte la dynastie ayyoubide qui tient le pouvoir jusqu'en 1250. 
Cette année-là, les Mamelouks, une milice d'origine servile, prend le pouvoir en Égypte. Le général Baybars remporte le 3 septembre 1260 la bataille d'Aïn Djalout et contient l'invasion mongole. Il attaque aussi les États latins, puis en 1271-1272 David Ier de Dongola qui tentait de faire diversion. En 1315, An-Nâsir Muhammad ben Qalâ'ûn dépose le dernier roi chrétien de Makurie et installe un souverain musulman, prélude à l'islamisation du Soudan. 

## Liste des différentes sous-périodes
- Période des califes biens guidés (641-661)
- Période omeyyade (661-750)
- Période abbaside (750-868)
- Période toulounide (868-935)
- Période ikhchidite (935-969)
- Période fatimide (969 à 1171)
- Période ayyoubide (1171 à 1250)
- Période mamelouke (1250 à 1517)
- Égypte ottomane (1517 à 1914)